# Приче из фабрике
„Приче из фабрике” је југословенска телевизијска серија снимљена 1985. године у продукцији ТВ Сарајево.

## Епизоде
| Сезона | Епизода | Назив | Датум              |
| ------ | ------- | ----- | ------------------ |
| 1      | 1       | /     | 22.септембра 1985. |
| 1      | 2       | /     | 29.септембра 1985. |
| 1      | 3       | /     | 6.октобра 1985.    |
| 1      | 4       | /     | 13.октобра 1985.   |
| 1      | 5       | /     | 20.октобра 1985.   |

## Улоге
| Глумац            | Улога                                 |
| ----------------- | ------------------------------------- |
| Бранислав Лечић   | Иван Ђаковић (5 еп. 1985)             |
| Мира Ступица      | Емилија Бошњаковић бабац (5 еп. 1985) |
| Зоран Радмиловић  | Др. Пјевалица (5 еп. 1985)            |
| Нада Ђуревска     | Тереза Ковачић (5 еп. 1985)           |
| Дана Курбалија    | Мара (5 еп. 1985)                     |
| Јадранка Матковић | Текстилна радница (5 еп. 1985)        |
| Ирфан Менсур      | Перица Штрбац (5 еп. 1985)            |
| Вилма Михаљевић   | Текстилна радница (5 еп. 1985)        |
| Емина Муфтић      | Минка (5 еп. 1985)                    |
| Нада Пани         | Текстилна радница (5 еп. 1985)        |
| Ајна Печенко      | Текстилна радница (5 еп. 1985)        |
| Ковиљка Шипка     | Текстилна радница (5 еп. 1985)        |
| Драгана Варагић   | Јасна (5 еп. 1985)                    |
| Светлана Бојковић | Свјетлана Пашић (4 еп. 1985)          |
| Јелена Човић      | (4 еп. 1985)                          |
| Дена Дивљан Хаидл | (4 еп. 1985)                          |
| Ирина Добник      | (4 еп. 1985)                          |
| Амина Гутић       | (4 еп. 1985)                          |
| Девла Кисмић      | (4 еп. 1985)                          |

 Остале улоге ▼
| Глумац                  | Улога                                |
| ----------------------- | ------------------------------------ |
| Мустафа Надаревић       | Филип (4 еп. 1985)                   |
| Јелена Радић            | (4 еп. 1985)                         |
| Богданка Савић          | (4 еп. 1985)                         |
| Влајко Шпаравало        | Шпиро Станковић (4 еп. 1985)         |
| Миралем Зупчевић        | Живац (4 еп. 1985)                   |
| Божидар Буњевац         | Портир (3 еп. 1985)                  |
| Адем Чејван             | Брко (3 еп. 1985)                    |
| Ана Ђорђевић            | (3 еп. 1985)                         |
| Тома Курузовић          | Кафеџија Њуњо (3 еп. 1985)           |
| Јозо Лепетић            | Худић (3 еп. 1985)                   |
| Амела Милуновић         | Терезина и Брацина кћи (3 еп. 1985)  |
| Божидар Орешковић       | Брацо Ковачић (3 еп. 1985)           |
| Милијана Жиројевић      | (3 еп. 1985)                         |
| Зоран Бечић             | Репортер (2 еп. 1985)                |
| Владислава Милосављевић | Беба (2 еп. 1985)                    |
| Тахир Никшић            | Данило Даниловић (2 еп. 1985)        |
| Бранка Петрић           | Милена (2 еп. 1985)                  |
| Данило Бата Стојковић   | Ђура Бошњаковић тамбура (2 еп. 1985) |
| Ранко Гучевац           | (1 еп. 1985)                         |
| Владо Керошевић         | Емилијин син (1 еп. 1985)            |
| Владимир Пухало         | (1 еп. 1985)                         |

Комплетна ТВ екипа ▼
| Редитељ              | Војислав Милашевић  | (5 еп. 1985)                   |
| Сценариста           | Слободан Стојановић | (5 еп. 1985)                   |
| Композитор           | Никола Милашевић    | (непознат број епизода)        |
| Директор фотографије | Владимир Дивјак     | (5 еп. 1985)                   |
| Монтажер             | Миралем Зубчевић    | (4 еп. 1985)                   |
| Сценограф            | Владимир Вранић     | (4 еп. 1985)                   |
| Костимограф          | Карло Клеменчић     | (4 еп. 1985)                   |
| Менаџер продукције   | Раде Бојат          | организатор (5 еп. 1985)       |
| Помоћник режије      | Менсур Чолаковић    | помоћник редитеља (4 еп. 1985) |
| Одсек за костим      | Младен Павловић     | стилист (5 еп. 1985)           |